# Mendoncia antioquiensis
Mendoncia antioquiensis är en akantusväxtart som beskrevs av D.C. Wasshausen. Mendoncia antioquiensis ingår i släktet Mendoncia och familjen akantusväxter. Inga underarter finns listade i Catalogue of Life.